# Denizgören, İyidere
Denizgören là một xã thuộc huyện İyidere, tỉnh Rize, Thổ Nhĩ Kỳ. Dân số thời điểm năm 2010 là 595 người.